# Lothar Seegers
Lothar Seegers, född 1 september 1947, död 2018, var en tysk iktyolog. Seegers var auktor för åtminstone trettio olika fiskarter, bland dem tiotalet arter i Rivulidae, den artrikaste familjen ovipara fiskar bland de äggläggande tandkarparna, malar och ciklider.

## Beskrivna arter (urval)
- Anablepsoides cryptocallus (Seegers, 1980)
- Anablepsoides deltaphilus (Seegers, 1983)
- Aphyolebias rubrocaudatus (Seegers, 1984)
- Aphyolebias wischmanni (Seegers, 1983)
- Atlantirivulus luelingi (Seegers, 1984)
- Orthochromis kasuluensis De Vos & Seegers, 1998
- Orthochromis luichensis De Vos & Seegers, 1998
- Orthochromis mazimeroensis De Vos & Seegers, 1998
- Orthochromis mosoensis De Vos & Seegers, 1998
- Orthochromis rubrolabialis De Vos & Seegers, 1998
- Orthochromis rugufuensis De Vos & Seegers, 1998
- Orthochromis uvinzae De Vos & Seegers, 1998
- Rivulus bolivianus Seegers, 1988, synonym till Anablepsoides beniensis (Myers, 1927)